# Coinfecção
A coinfecção é a infecção simultânea de um hospedeiro por várias espécies de patógenos. Em virologia, a coinfecção inclui a infecção simultânea de uma única célula por duas ou mais partículas de vírus. Um exemplo é a coinfecção de células do fígado com o vírus da hepatite B e o vírus da hepatite D, que podem surgir gradativamente pela infecção inicial seguida de superinfecção.
A prevalência global ou incidência de coinfecção entre humanos é desconhecida, mas acredita-se que seja comum, às vezes mais comum do que uma infecção única. A coinfecção com helmintos afeta cerca de 800 milhões de pessoas em todo o mundo.
A coinfecção é de particular importância para a saúde humana porque as espécies de patógenos podem interagir dentro do hospedeiro. O efeito líquido da coinfecção na saúde humana é considerado negativo. As interações podem ter efeitos positivos ou negativos em outros parasitas. Sob interações parasitárias positivas, a transmissão e progressão da doença são intensificadas e isso também é conhecido como sindemismo. As interações parasitárias negativas incluem interferência microbiana quando uma espécie bacteriana suprime a virulência ou colonização de outras bactérias, como Pseudomonas aeruginosa, suprimindo a formação de colônias de Staphylococcus aureus patogênicas. Os padrões gerais de interações ecológicas entre espécies de parasitas são desconhecidos, mesmo entre coinfecções comuns, como aquelas entre infecções sexualmente transmissíveis. No entanto, a análise da rede de uma teia alimentar de coinfecção em humanos sugere que existe um potencial maior para interações por meio de fontes de alimentos compartilhadas do que por meio do sistema imunológico.
Uma coinfecção globalmente comum envolve tuberculose e HIV. Em alguns países, até 80% dos pacientes com tuberculose também são HIV-positivos. O potencial de vinculação da dinâmica dessas duas doenças infecciosas é conhecido há décadas. Outros exemplos comuns de coinfecções são a AIDS, que envolve a coinfecção de HIV em estágio terminal com parasitas oportunistas e infecções polimicrobianas como a doença de Lyme com outras doenças. As coinfecções às vezes podem resumir um jogo de soma zero de recursos corporais, e a quantificação viral precisa demonstra que as crianças coinfetadas com rinovírus e vírus sincicial respiratório, metapneumovírus ou vírus parainfluenza têm cargas virais nasais mais baixas do que aquelas com rinovírus sozinho.

## Poliovírus
O poliovírus é um vírus de RNA de fita simples positivo da família Picornaviridae. Coinfecções parecem ser comuns e várias vias foram identificadas para a transmissão de vários vírions para uma única célula hospedeira.
Drake demonstrou que o poliovírus é capaz de sofrer reativação de multiplicidade. Ou seja, quando os poliovírus são irradiados com luz ultravioleta e podem sofrer múltiplas infecções das células hospedeiras, uma progênie viável pode ser formada mesmo em doses de UV que inativam o vírus em infecções únicas. O poliovírus pode sofrer recombinação genética quando pelo menos dois genomas virais estão presentes na mesma célula hospedeira. Kirkegaard e Baltimore apresentaram evidências de que a RNA polimerase dependente de RNA (RdRP) catalisa a recombinação por um mecanismo de escolha de cópia em que o RdRP alterna entre os modelos de (+)ssRNA durante a síntese de fita negativa. A recombinação em vírus de RNA parece ser um mecanismo adaptativo para a transmissão de um genoma não danificado para a descendência do vírus.